# Caerostris ecclesiigera
Caerostris ecclesiigera är en spindelart som beskrevs av Butler 1882. Caerostris ecclesiigera ingår i släktet Caerostris och familjen hjulspindlar.
Artens utbredningsområde är Madagaskar. Inga underarter finns listade.